# J. D. Morgan
J. D. Morgan (Newcastle, Oklahoma, 3 de març de 1919 − Los Angeles, Califòrnia, 16 de desembre de 1980) va ser un tennista, entrenador i coordinador d'esports estatunidenc, que va estar vinculat a l'esport a la UCLA durant més de 40 anys.

## Biografia

### Primers anys
Morgan va néixer a Newcastle, Oklahoma, i va jugar a futbol, tennis i beisbol al Cordell High School a  Cordell (Oklahoma). Va començar a estudiar a la UCLA a finals dels anys 30, i des de llavors va mantenir una relació molt estreta amb aquesta universitat. Durant quatre anys va jugar amb la selecció de tennis de la UCLA, i en va ser el capità el 1941.
Durant la Segona Guerra Mundial, Morgan va servir a la Marina dels Estats Units d'Amèrica i va ser el comandant d'un torpediner a la Guerra del Pacífic.

### Carrera
Entrenador de tennis
El 1946, Morgan va tornar a la UCLA com a assistent d'entrenador de tennis sota la direcció de William C. Ackerman. Va assumir el càrrec de cap dels entrenadors de tennis el 1949, posició que va ocupar fins a l'any 1966; període en què l'equip de tennis Bruins va guanyar vuit campionats de l'NCAA (Associació Nacional Atlètica Col·legial). Aquest equip va comptar amb campions individuals, com Edith Sigourney i Charles Pasarell. Va renunciar com a entrenador de tennis el 1966.
Coordinador d'esports
El 1963, Morgan va adquirir la responsabilitat afegida del càrrec de coordinador d'esports de la UCLA, posició que va ocupar fins al 1979. En aquest període la universitat va guanyar 30 campionats de l'NCAA: deu campionats de bàsquet de l'NCAA, set de voleibol, sis de tennis, quatre d'atletisme i tres de waterpolo.
Durant els 16 anys que va ser coordinador d'esports de la UCLA, a Morgan se li van atribuir una sèrie d'accions com “revitalitzar el programa esportiu, catapultar els Bruins a nivell nacional i, finalment, redefinir els esports a la UCLA fins a convertir el departament d'esports de la universitat en el model admirat per totes les universitats del país”.
J. D. Morgan va contractar Tommy Prothro com a entrenador de futbol americà, i els Bruins van jugar quatre partits Bowl, dos dels quals eren Rose Bowl. Morgan també va supervisar el final de la construcció del Pauley Pavillion i la construcció del Drake Stadium, del Spaulding Field i del varador per a l'equip a Marina del Rey.

### Caràcter
Morgan era conegut pel seu caràcter competitiu i una personalitat que alguns descriuen com "difícil, fins i tot arrogant". En els seus primers anys com a coordinador d'esports de la UCLA, va seure a la banqueta amb John Wooden durant els partits de bàsquet, des d'on solia denigrar els àrbitres. Els atacs de ràbia de Morgan van ser el que probablement va donar lloc a un canvi de la norma, que va acabar prohibint als coordinadors d'esports estar asseguts a la banqueta durant els partits de bàsquet.

### Últims anys
El 1979, Morgan es va retirar per problemes de salut. Va morir l'any següent, als 61 anys. El 1983, se li va dedicar el J. D. Morgan Center de la UCLA, on hi ha el departament d'esports de la universitat i el personal, tant administratiu com tècnic.